# Baja Italia
Baja Italia (oficialmente y en inglés: Baja Italian)  es una competencia de rally raid parte de la Copa Mundial de Bajas Cross-Country de la FIA como su cuarta ronda, organizada por la FIA en la provincia de Pordenone, y puntuable para el mundial de Rally Cross-Country (creada durante el mismo año en 1993).
Los pilotos más laureados de autos son Pierre Lartigue y Yazeed Al-Rajhi con 4 consagraciones.

## Formato
Cuenta con 5 etapas denominadas secciones selectivas con un total de 772 kilómetros de recorrido.

## Palmarés

### Coches
| Año  | Piloto               | Copiloto            | Vehículo               |
| ---- | -------------------- | ------------------- | ---------------------- |
| 1993 | Edi Orioli           | Maurizio Dominella  | Mercedes 600 TE Raid   |
| 1994 | Pierre Lartigue      | Michel Périn        | Citroën ZX Rallye-raid |
| 1995 | Pierre Lartigue      | Michel Périn        | Citroën ZX Rallye-raid |
| 1996 | Pierre Lartigue      | Michel Périn        | Citroën ZX Rallye-raid |
| 1997 | Pierre Lartigue      | Michel Périn        | Citroën ZX Rallye-raid |
| 1998 | Jean-Louis Schlesser | Philippe Monnet     | Buggy Schlesser        |
| 1999 | Kenjiro Shinozuka    | Gilles Picard       | Mitsubishi Pajero      |
| 2000 | Francesco Germanetti | Philippe Rey        | Nissan Patrol          |
| 2001 | Jutta Kleinschmidt   | Andreas Schulz      | Mitsubishi Pajero      |
| 2002 | Jean-Louis Schlesser | Henri Magne         | Buggy Schlesser        |
| 2003 | Hiroshi Masuoka      | Gilles Picard       | Mitsubishi Pajero      |
| 2005 | Rui Sosa             | Carlos Silva        | Mitsubishi Pajero      |
| 2006 | Marc Blázquez        | Cruz Senra          | Nissan Navara          |
| 2007 | Boris Gadasin        | Alexander Mironenko | Nissan Navara          |
| 2008 | Nasser Al-Attiyah    | Tina Thörner        | BMW X-Raid             |
| 2009 | Boris Gadasin        | Vladimir Demyanenko | Nissan Navara          |
| 2010 | Krzysztof Hołowczyc  | Jean-Marc Fortin    | MINI ALL4 Racing       |
| 2011 | Boris Gadasin        | Dan Shchemel        | Nissan Navara          |
| 2012 | Vladimir Vasilyev    | Vitaly Yevtyekhov   | MINI ALL4 Racing       |
| 2013 | Reinaldo Varela      | Gustavo Gugelmin    | Toyota Hilux           |
| 2014 | Yazeed Al-Rajhi      | Timo Gottschalk     | MINI ALL4 Racing       |
| 2015 | Nasser Al-Attiyah    | Matthieu Baumel     | MINI ALL4 Racing       |
| 2016 | Nasser Al-Attiyah    | Matthieu Baumel     | MINI ALL4 Racing       |
| 2017 | Jakub Przygoński     | Tom Colsoul         | MINI ALL4 Racing       |
| 2018 | Jakub Przygoński     | Tom Colsoul         | MINI ALL4 Racing       |
| 2019 | Orlando Terranova    | Bernardo Graue      | MINI John Cooper Works |
| 2021 | Yazeed Al-Rajhi      | Timo Gottschalk     | Toyota Hilux           |
| 2022 | Yazeed Al-Rajhi      | Michael Orr         | Toyota Hilux           |
| 2023 | Yazeed Al-Rajhi      | Timo Göttschalk     | Toyota Hilux           |
| 2024 | João Dias            | João Pedro Vitoria  | Mini JCW Team          |
| 2025 | Juan Cruz Yacopini   | Dani Oliveras       | Toyota Hilux           |

### Motos y Quads
| Año  | Piloto Motos     | Piloto Quads      |
| ---- | ---------------- | ----------------- |
| 1998 | Fabio Farioli    | No realizado      |
| 1999 | Nani Roma        | No realizado      |
| 2000 | Fabio Farioli    | No realizado      |
| 2001 | Fabio Farioli    | No realizado      |
| 2002 | Matteo Grazani   | No realizado      |
| 2003 | Franco Dal Bello | No realizado      |
| 2005 | Varga Akos       | No realizado      |
| 2006 | Nicola Dutto     | No realizado      |
| 2008 | Alex Zanotti     | No realizado      |
| 2009 | Nicola Dutto     | No realizado      |
| 2010 | Alberto Basso    | No realizado      |
| 2011 | Alberto Basso    | No realizado      |
| 2012 | Alberto Basso    | No realizado      |
| 2013 | Alessandro Ruoso | No realizado      |
| 2014 | Vanni Cominotto  | Stefano Biscontin |
| 2015 | Alessandro Ruoso | Damian Rajczyk    |
| 2016 | Vanni Cominotto  | Amerigo Ventura   |

### Categorías FIA
| Año  | T3 / Challenger                         | T3 / Challenger     | T4 / SSVs                              | T4 / SSVs              | T2 / Stock                       | T2 / Stock   |
| Año  | Piloto y Copiloto                       | Vehículo            | Piloto y Copiloto                      | Vehículo               | Piloto y Copiloto                | Vehículo     |
| ---- | --------------------------------------- | ------------------- | -------------------------------------- | ---------------------- | -------------------------------- | ------------ |
| 2021 | Santiago Navarro Marc Solà              | Can-Am Maverick X3  | Abdullah Saleh                         | Can-Am Maverick XRS    | No realizado                     | No realizado |
| 2023 | Otavio Sousa Leite Joao Filipe Ferreira | Can-Am Maverick XRS | Cristiano De Sousa Batista Fausto Mota | Can-Am Maverick XRS    | No realizado                     | No realizado |
| 2025 | Khalid Al-Jafla Andrei Rudnitskiy       | Taurus T3 Max       | Hamad Al-Wahaibi Khaled Al-Kendi       | Can-Am Maverick R X RS | Fernando Barreiros Jose Sa Pires | Isuzu D-Max  |